# Naujoji Vilnia
Naujoji Vilnia seniūnija (polsk: Nowa Wilejka) er et kvarter i det østlige Vilnius, Litauens hovedstad, beliggende langs bredden af floden Vilnia (litauisk: Vilnelė), der gav navnet til Vilnius. Bydelen har seniūnija status og består af kvartererne (litauisk: Miesto dalis (mikrorajonas)): Aukštasis Pavilnys, Guriai, Leoniškės, Naujoji Vilnia, Pūčkoriai, Tuputiškės.

## Historie
Omkring år 1630 voksede Rokantiškės (en del af det senere Naujosios Vilnios) frem som arbejderboliger omkring en papirfabrik. Papirfabrikken blev anlagt af Balceris Reinertas og senere overtaget af hans datter Daratai og hendes mand Tochtermano.
I midten af 1800-tallet bosatte jernbanearbejderne, der anlagde St. Petersburg-Warszawa-banen, indviet 1860, sig i Naujosios Vilnios. I starten i en smal stribe huse langs banen. Senere anlagdes en anden vigtig linje, der forbinder Vilnius med Minsk. Ved indledningen af 1900-tallet lå en række små værksteder og småindustrier, der blandt andet omfattende træproduktion, gær-fremstilling, le-fremstilling, kniv-fremstilling, garveri og sømfabrik i Naujosios Vilnios. I 1904 fik Naujosios Vilnios byrettigheder. I 1911 blev den nygotisk kirke, Sct. Kazimir, bygget.
Med Polens besættelse af Vilnius-regionen i 1920 lukkede de fleste fabrikker i Naujosios Vilnios.
Efter Sovjetunionens befrielse af Vilnius-regionen fra den polske besættelse i 1940 deporteredes omkring 30.000 polakker og litauere til Sibirien. Naujosios Vilnios' jernbanestation var sidste stop i Litauen. Til minde om dette er opstillet et damplokomotiv med vogne nær stationen.
Under den tyske besættelse, i 1942, blev jernbanelinjen i Naujosios Vilnios saboteret af modstandsfolk fra den jødiske ghetto i Vilnius .
Ved tyskernes tilbagetog i 1944 blev Naujosios Vilnios brændt ned, men genopbygget efter krigen. Efter 2. verdenskrig blev de små værksteder nationaliseret og ombygget til store fabrikker, der producerede værktøjsmaskiner og landbrugsmaskiner.
I 1950 generhvervede Naujosios Vilnios byrettigheder og blev sammenlagt med Vilnius bykommune i 1957.
I 1990 var Naujosios Vilnios et vigtigt industrikvarter med flere maskinfabrikker, et bryggeri, en entrepenørvirksomhed og et betonstøberi.
I Naujoji Vilnia ligger et psykiatrisk hospital og et lærerseminarium. I bydelen ligger Pavilniai Regional Park med den Rokantiškės slotsruin og Belmontas' restaurationsområde.
Naujoji Vilnia har en befolkning på ca. 32.800. 34% af befolkningen er polakker. 

## Venskabsbyer
Naujoji Vilnia er venskabsby med:
- Konstancin-Jeziorna, Polen

## Berømte fra Naujoji Vilnia
- Tadeusz Konwicki, polsk forfatter.

## Galleri
- Sct. Kazimir kirke
- Rokantiškės slotsruin
- Belmontas restaurationsområde